# 1899年ウィンブルドン選手権
1899年 ウィンブルドン選手権（1899ねんウィンブルドンせんしゅけん、The Championships, Wimbledon 1899）に関する記事。イギリス・ロンドン郊外にある「オールイングランド・ローンテニス・アンド・クローケー・クラブ」にて開催。

## 大会の流れ
- 男子シングルスは1878年、女子シングルスは1886年から「チャレンジ・ラウンド」（Challenge Round, 挑戦者決定戦）と「オールカマーズ・ファイナル」（All-Comers Final）方式で優勝を決定していた。大会前年度優勝者を除く選手は「チャレンジ・ラウンド」に出場し、前年度優勝者への挑戦権を争う。前年度優勝者は、無条件で「オールカマーズ・ファイナル」に出場できる。チャレンジ・ラウンドの勝者と前年度優勝者による「オールカマーズ・ファイナル」で、当年度の選手権優勝者を決定した。
- 初期のウィンブルドン選手権のように、外国人出場者が少なかった時期は、地元イギリス人選手の国旗表示を省略する。
- この年から女子ダブルスが始まったが、最初は「選手権公認外競技」（Non-Championship Event）として扱われた。これは公式競技ではないため、ウィンブルドン選手権の優勝記録表には含まれていないが、日本語版の本記事では「選手権公認外競技」の結果も記載する。

## 大会前年度優勝者
- 男子シングルス：レジナルド・ドハティー
- 女子シングルス：シャーロット・クーパー
- 男子ダブルス：レジナルド・ドハティー＆ローレンス・ドハティー

## 男子シングルス

### チャレンジラウンド
準々決勝
- アーサー・ゴア vs. P・G・ピアソン　6-3, 6-2, 9-7
- ハロルド・マホニー vs. ジョージ・グレビル　6-3, 9-7, 2-6, 10-8
- シドニー・スミス vs. ハロルド・ニスベット　6-3, 7-5, 6-4
- ハーバート・ローパー・バレット vs.  クラレンス・ホバート　8-6, 7-5, 6-4

準決勝
- アーサー・ゴア vs.  ハロルド・マホニー　6-3, 4-6, 3-6, 7-5, 6-1
- シドニー・スミス vs. ハーバート・ローパー・バレット　2-6, 11-9, 4-6, 8-6, 8-6

決勝
- アーサー・ゴア vs. シドニー・スミス　3-6, 6-2, 6-1, 6-4

### オールカマーズ決勝
- レジナルド・ドハティー vs. アーサー・ゴア　1-6, 4-6, 6-3, 6-3, 6-3　（R・ドハティーが本大会の優勝者になる）

## 女子シングルス

### チャレンジラウンド
準々決勝
- ルース・ダーラッチャー vs. ミュリエル・ロブ　6-1, 5-7, 6-3
- バーサ・スティードマン vs. H・A・カービー　4-6, 6-2, 6-2
- ブランチ・ビングリー・ヒルヤード vs. エディット・オースチン　8-6, 6-4
- ベリル・タロック vs. E・J・ブロムフィールド　3-6, 6-2, 6-1

準決勝
- ルース・ダーラッチャー vs. バーサ・スティードマン　6-4, 6-2
- ブランチ・ビングリー・ヒルヤード vs. ベリル・タロック　6-3, 3-6, 6-2

決勝
- ブランチ・ビングリー・ヒルヤード vs. ルース・ダーラッチャー　7-5, 6-8, 6-1

### オールカマーズ決勝
- ブランチ・ビングリー・ヒルヤード vs. シャーロット・クーパー　6-2, 6-3　（ビングリー・ヒルヤードが本大会の優勝者になる）

## 決勝戦の結果
男子シングルス
- レジナルド・ドハティー vs. アーサー・ゴア　1-6, 4-6, 6-3, 6-3, 6-3　［オールカマーズ決勝］

女子シングルス
- ブランチ・ビングリー・ヒルヤード vs. シャーロット・クーパー　6-2, 6-3　［オールカマーズ決勝］

男子ダブルス
- レジナルド・ドハティー＆ローレンス・ドハティー vs.  クラレンス・ホバート＆ハロルド・ニスベット　7-5, 6-0, 6-2　［オールカマーズ決勝］

女子ダブルス
- ブランチ・ビングリー・ヒルヤード＆バーサ・スティードマン vs. ルース・ダーラッチャー＆アリス・シンプソン・ピカリング　6-4, 2-6, 6-4　［選手権公認外競技］